# Gustaf Velander
Carl Gustaf Velander (i riksdagen kallad Velander i Sundsvall), född 1 juni 1884 i Sättna socken, Västernorrlands län, död 18 mars 1970 i Sundsvall, var en svensk jurist och riksdagspolitiker (högerpartiet).

## Biografi
Velander var son till skräddarmästaren i Sättna Erik Velander och hustrun Hedvig (född Matsdotter).
Han inskrevs vid Uppsala universitet 1905 och blev jur.kand. 1909. Efter tingstjänstgöring vid Medelpads östra domsaga, tjänstgöring vid Svea hovrätt, Kommerskollegium och Socialstyrelsen arbetade Velander som rådman i Sundsvall 1920–1948. 
I riksdagen var han ledamot av första kammaren 1932–1956, och partipolitiskt tillhörde han högern. 
Han skrev 105 egna motioner i riksdagen bland annat om ekonomiska stridsåtgärder och skattefrågor, om ostkustbanans elektrifiering, om försvarsfrågor, om en sjöarbetstidslag och om inrättande av en om en hovrätt i Sundsvall. Han gjorde tre interpellationer en om ett centralt taxeringsorgan, en om fastighetsbeskattningens fortbestånd och en om avdragsrätten vid beskattning

## Utmärkelser
- 1958 – ledamot av Vetenskapssamhället i Uppsala
- 1962 – hedersledamot vid Norrlands nation i Uppsala
- 1966 – hedersledamot av Vitterhetsakademien